# Paso de Loibl
El paso de Loibl (alemán: Loiblpass) o paso de Ljubelj (esloveno: prelaz Ljubelj) es un paso de alta montaña en la cadena de Karavanke de los Alpes Calizos del Sur, que une Austria con Eslovenia. La carretera del paso de Loibl es la conexión más corta entre la ciudad carintia de Ferlach y Tržič en la Alta Carniola y parte de la ruta europea E652 de Klagenfurt a Naklo.

## Geografía

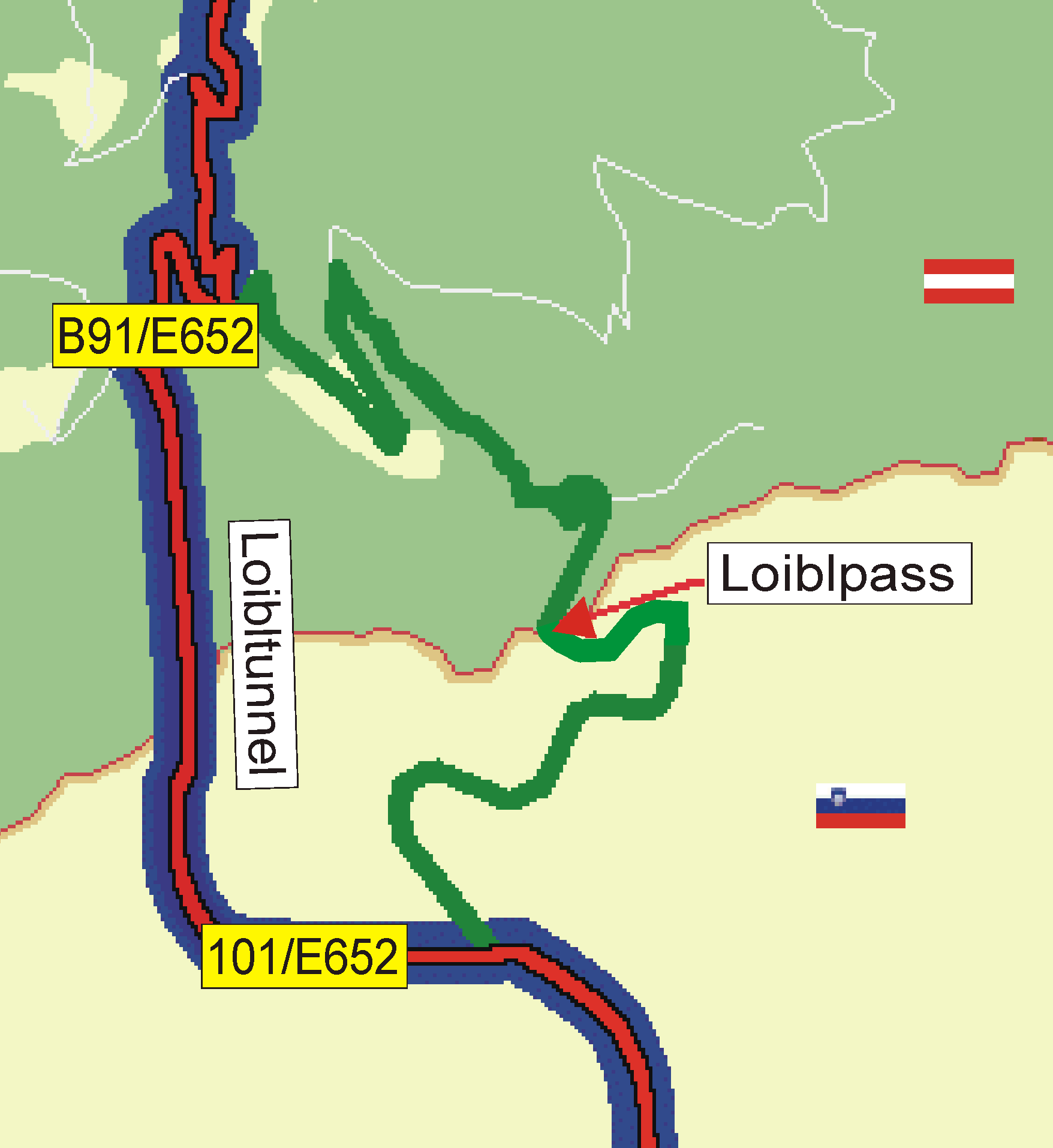
Túnel de Loibl y paso histórico

El paso de montaña está situado justo en la frontera austro-eslovena a 1.367 metros sobre el Adriático, al este del macizo de Stol. La carretera de montaña (Loiblpass Straße, B 91), una de las más escarpadas de los Alpes orientales, serpentea desde el amplio valle del Drava en numerosas curvas cerradas hasta la cima del paso, paralela al arroyo Loiblbach y al pintoresco desfiladero Tscheppa (Čepa) con varias cascadas. Desde el paso de Kleiner Loibl (Sapotnica), un pequeño camino se bifurca al remoto valle de Bodental. Desde 1963-64 el tráfico pasa por un túnel de dos carriles a 1.069 m bajo la cresta de la montaña. Al sur del paso, la carretera (N.º 101) baja por Podljubelj a Tržič en el valle del Sava y luego a la autopista A2. Los pasos de montaña cercanos son el paso de Wurzen en el oeste y el de Seeberg Saddle en el este.
Anteriormente una de las conexiones viales más importantes entre la capital de Carintia, Klagenfurt, y Kranj en Carniola, la importancia del paso de Loibl ha disminuido desde 1991, cuando se abrió el túnel de la autopista Karawanken, de 7.864 m de longitud, que conecta la autopista austríaca Karawanken (A 11) desde Villach con la autopista A2 eslovena a Ljubljana. Hoy en día el paso está cerrado para el tráfico pesado. Los controles fronterizos se suprimieron cuando Eslovenia se incorporó al espacio Schengen, con efecto a partir del 21 de diciembre de 2007, pero se han restablecido temporalmente para la entrada en Austria a raíz del aumento del número de cruces fronterizos ilegales durante la "crisis migratoria en Europa" de 2015-2016.

## Historia
Desde la antigüedad se han utilizado diferentes senderos que conectaban Virunum, en la provincia romana de Noricum, con Emona (en la actual Ljubljana). En la época medieval, la importancia estratégica del paso de Loibl volvió a aumentar, cuando en el siglo XI el emperador Enrique III separó la Marca sudoriental de Carniola de la de Carintia. Los patriarcas de Aquileia, que gobernaron el margraviato a partir de 1077, confiaron el mantenimiento de la carretera del paso a los monjes cistercienses de la entonces recién creada abadía de Viktring, que hicieron erigir un hospicio y una capilla dedicada a San Leonardo. No obstante, los monjes tuvieron que competir con las reclamaciones de los señores locales del castillo de Hollenburg (Humberk), que se hicieron cargo de las posesiones en 1488. A partir de 1335, tanto las haciendas imperiales de Carintia como las de Carniola en el norte y el sur fueron gobernadas por los duques de Austria de los Habsburgo.

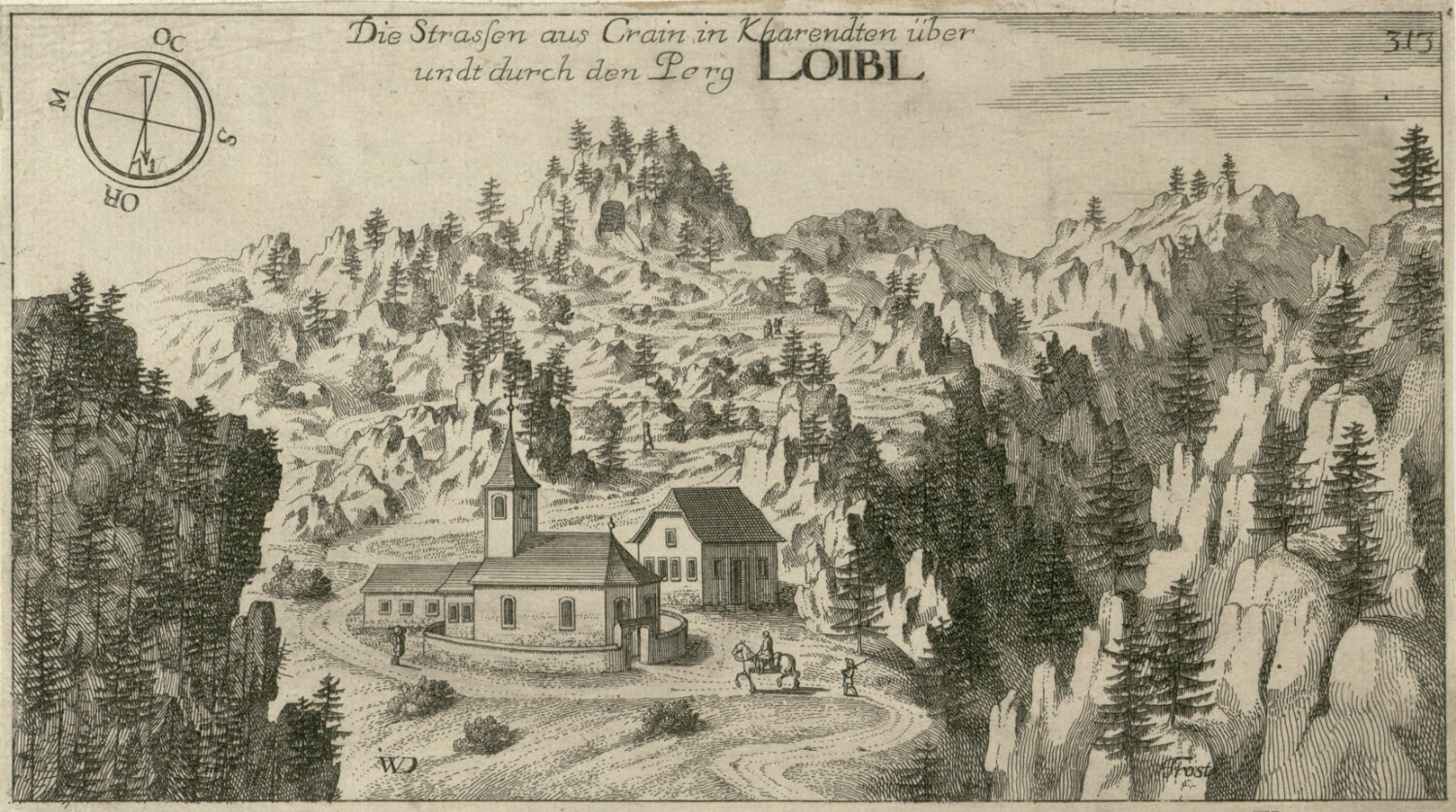
Carretera y túnel "por Loibl Berg", grabado por Johann Weikhard von Valvasor, 1679

El paso se convirtió en una importante ruta comercial después de que la ciudad de Trieste pasara al cargo de los archiduques de los Habsburgo a finales del siglo XIV. Desde alrededor de 1560 las haciendas carintias hicieron ampliar el antiguo camino de herradura y construir un túnel de 150 m de largo bajo la cresta de los Karawanks, un temprano ejemplo de ingeniería moderna que más tarde tuvo que ser eliminado por falta de seguridad. Se planeó otro intento en el siglo XVII; sin embargo, cuando en 1728 el emperador Carlos VI recorrió las tierras de la monarquía de los Habsburgo, todavía tuvo que atravesar el paso Loibl, deteniéndose en la taberna Deutscher Peter al norte del paso. A partir de entonces ordenó la ampliación de la carretera de montaña como parte de la ruta de larga distancia desde la capital austriaca, Viena, hasta el puerto de Trieste. Dos obeliscos fueron erigidos en la cima del paso para conmemorar su estancia.

## Túnel de Loibl
Durante la Segunda Guerra Mundial, se construyó un túnel de 1.570 m de largo a 1.068 m sobre el nivel del mar por orden del gauleiter nazi de Carintia, Friedrich Rainer, para evitar las empinadas partes altas del camino de la montaña. El trabajo fue realizado por la empresa constructora Vienesa Universale Hoch- und Tiefbau, que empleaba a 660 trabajadores civiles, varios de ellos destinados por el Service du travail obligatoire de la Francia de Vichy, y 1.652 trabajadores forzados suministrados por contrato con las SS. Estos prisioneros fueron internados en dos subcampos menores del campo de concentración de Mauthausen-Gusen, uno a cada lado del paso. Fueron puestos bajo el mando del Obersturmführer Julius Ludolf, que sirvió en Mauthausen desde 1940 y era conocido por sus malos tratos.

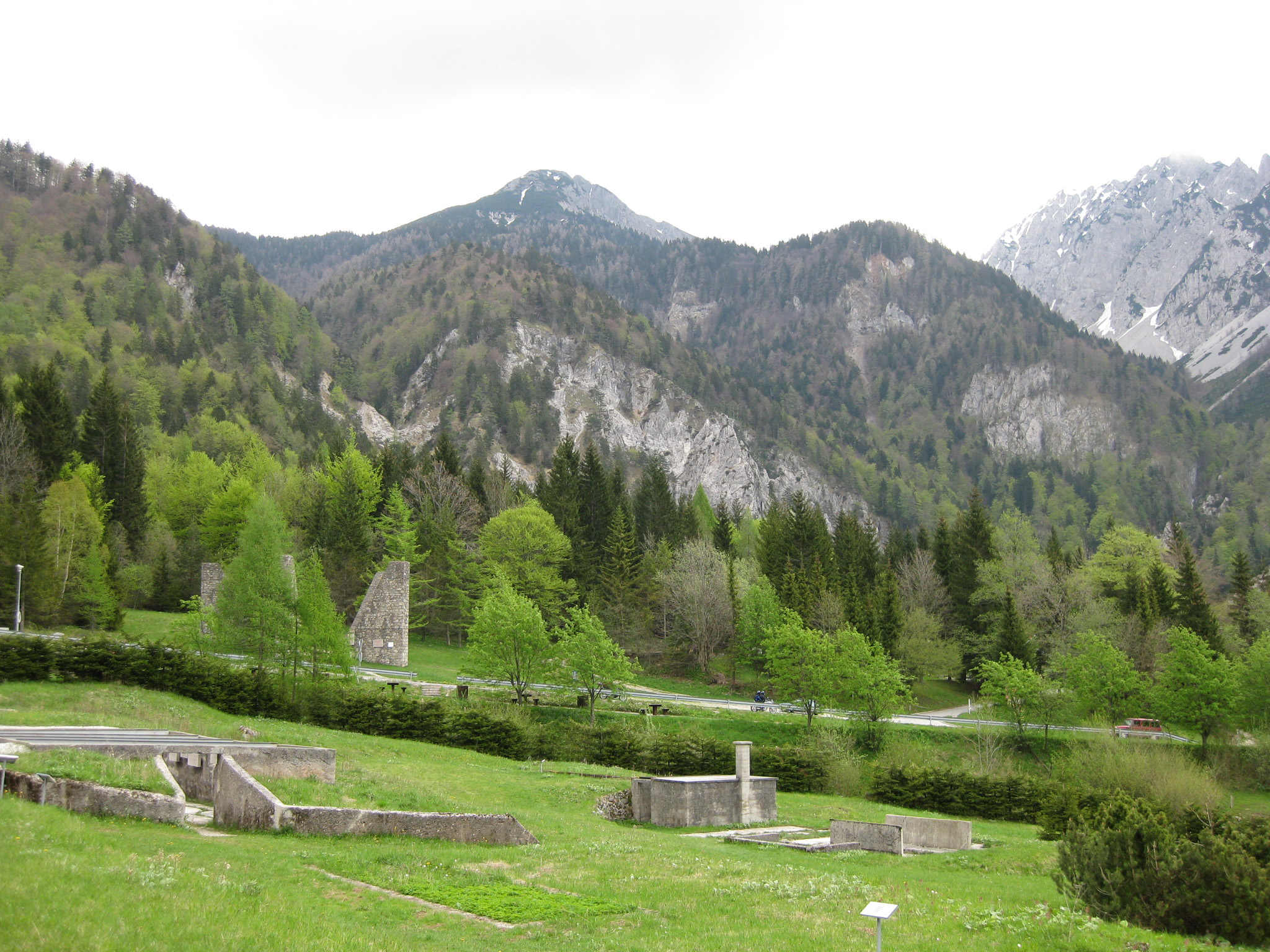
Memorial del subcampo de Loibl

La construcción del túnel comenzó en el lado sur en marzo de 1943. Los primeros trabajadores forzados llegaron a Tržič en junio y fueron inmediatamente transportados al paso de Loibl por personal de las SS. La mayoría de los reclusos eran prisioneros de guerra y prisioneros políticos. Fueron internados con criminales alemanes y austriacos que asumieron funciones de Kapo. En condiciones inhumanas, unos 40 trabajadores forzados murieron de hambre y agotamiento, o murieron por maltrato, accidentes de trabajo y caídas de rocas. En agosto, Ludolf fue destituido de su puesto después de que la empresa constructora se quejara del número de reclusos que quedaron incapacitados para trabajar debido a las palizas y las torturas. Para mantener la eficiencia de la fuerza de trabajo, cientos de prisioneros heridos o enfermos fueron enviados de vuelta al campo principal, o si no podían ser transportados fueron ejecutados en el lugar por el médico del campo Sigbert Ramsauer (de) por inyección de gasolina.
La ruptura del túnel ocurrió en diciembre de 1943. Rainer y varios miembros de alto rango de las SS fueron a inspeccionar el proyecto. Los primeros vehículos del ejército de la Wehrmacht pasaron por el estrecho túnel el 4 de diciembre de 1944. El tráfico militar, los soldados alemanes que se retiraban del frente yugoslavo y los refugiados utilizaron el túnel hasta que fue cerrado en 1947. Al final de la guerra, el 7 de mayo de 1945, los 950 prisioneros supervivientes de los dos campos fueron abandonados en su mayoría por los guardias y comenzaron a marchar hacia Feistritz im Rosental, donde se reunieron con los partisanos yugoslavos al día siguiente. Como los supervivientes se habían "liberado", los suyos fueron los únicos subcampos de Mauthausen-Gusen que no fueron ni evacuados ni liberados.
Un tribunal militar americano condenó al comandante Julius Ludolf a muerte el 13 de mayo de 1946. Los tribunales militares británicos condenaron a otros dos comandantes de las SS de los campos, Jakob Winkler y Walter Briezke, a la muerte el 10 de noviembre de 1947, y condenaron al médico del campo Sigbert Ramsauer a cadena perpetua el 10 de octubre de 1947. Sin embargo, Ramsauer fue liberado en 1954 y pronto obtuvo un empleo en el hospital estatal de Klagenfurt. Hoy en día, las placas del portal del túnel austríaco y un monumento conmemorativo en el lado esloveno, erigido en el sitio del campo de Loibl del sur, conmemoran las injusticias. El 13 de junio de 2015 se celebró un servicio conmemorativo conjunto.

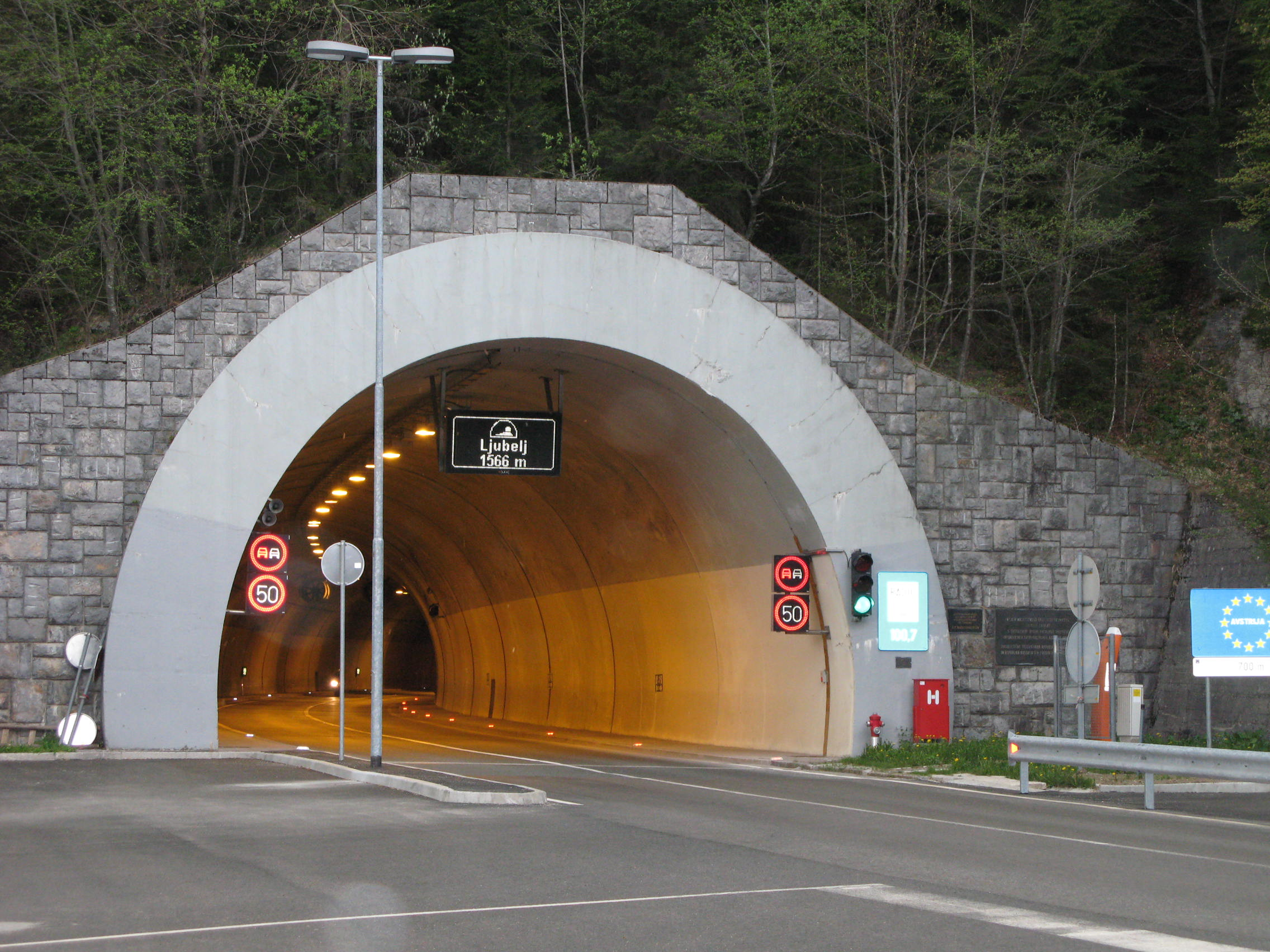
Lado esloveno del actual túnel de Loibl

El túnel se reabrió como paso fronterizo entre Austria y la República Popular Federal de Yugoslavia en 1950 y se amplió a principios del decenio de 1960 a dos carriles en noviembre de 1963. La antigua carretera sobre la cima del paso de montaña ha estado cerrada al tráfico motorizado desde 1967.
- Lista de carreteras pavimentadas más altas de Europa
- Lista de puertos de montaña